# Helene Engelmann
Pour les articles homonymes, voir Engelmann.
Helene Jaroschka-Engelmann, née le 9 février 1898 à Vienne et morte le 1er août 1985 à Helsinki, était une patineuse artistique autrichienne.
Helene Engelmann était la fille de Eduard Engelmann jr et commença par conséquent très tôt le patinage artistique. En 1913, elle devint championne du monde en couple avec Karl Mejstrik devenant alors la plus jeune championne du monde en couple. Avec Alfred Berger, elle redevint championne du monde en 1922 et 1924 et même championne olympique en 1924.
Elle appartient à une famille de patineurs artistiques, avec sa cousine Herma Szabó, son père Eduard Engelmann junior et sa tante Christa von Szabó.

## Palmarès
| Compétition                                                              | 1913 | 1914 | 1915 | 1916 | 1917 | 1918 | 1919 | 1920 | 1921 | 1922 | 1923 | 1924 |
| Jeux olympiques d'hiver                                                  |      |      |      | JA   |      |      |      |      |      |      |      | 1re  |
| Championnats du monde                                                    | 1re  | 2e   | CA   | CA   | CA   | CA   | CA   | CA   | CA   | 1re  |      | 1re  |
| Championnats d'Autriche                                                  | 1re  | 2e   | CA   | CA   | CA   | CA   | CA   | CA   | 1re  | 1re  | 1re  |      |
| Légende : JA = Jeux olympiques d'été annulés ; CA = Championnats annulés |      |      |      |      |      |      |      |      |      |      |      |      |